# Grave di Papadopoli
Le Grave di Papadopoli sono un'isola lambita dal Piave e compresa nei comuni di Cimadolmo, Maserada e, in minima parte, Spresiano.
Il termine Grave ("ghiaie") nel suo nome si riferisce alla natura sassosa del luogo, mentre Papadopoli ricorda la ricca famiglia veneziana che ne fu proprietaria durante l'Ottocento. È l'isola fluviale italiana più estesa.
L’isola fu teatro di una importante battaglia nel corso della Prima Guerra Mondiale tra italiani ed austriaci.
Attualmente l’isola è coltivata a vigneti.

## Storia
L'isola si formò nel 1882 in seguito a un'alluvione che suddivise il corso del fiume in due rami.

### Prima guerra mondiale
Durante la prima guerra mondiale, dopo la disfatta di Caporetto e l'arrivo degli Austriaci sul Piave, venne considerata terra di nessuno, ovvero un lembo di terra che faceva da cuscinetto tra il fronte italiano ed austriaco.
Il 15 giugno del 1918, nella Battaglia del Solstizio, gli Austriaci attaccavano e superavano le Grave di Papadopoli. Gli italiani, che avevano disposto una mitragliatrice ogni 500 m furono sommersi dalle granate nemiche e si ritirarono a circa due chilometri dal Piave, verso Maserada, su una seconda linea già preparata da tempo; per poi riprendere le posizioni di partenza quando l'attacco austriaco si esaurì ("Battaglia del solstizio", 15-23 giugno).

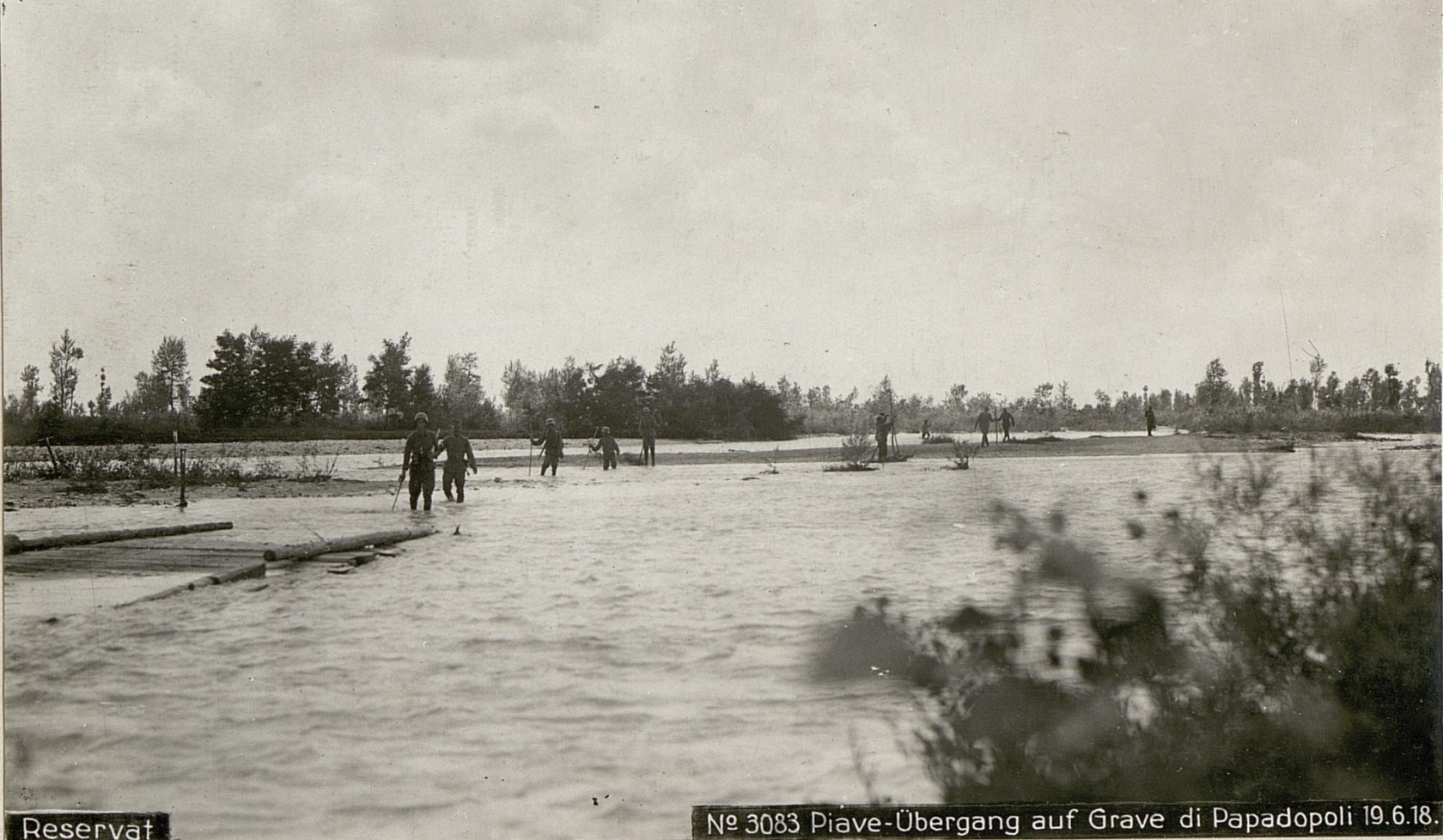
Truppe austro-ungariche sulle Grave di Papadopoli il 19 giugno 1918

Durante la battaglia venne fatto uso di gas tossici. Esistevano allora due metodi per salvarsi in tempo dal gas: per entrambi il passaggio fondamentale era la tempestività con cui indossare le maschere. Davanti alle trincee venivano appesi a dei fili dei vasi di latta vuoti (di solito piccoli contenitori di conserva od altro): quando i vasi iniziavano a scuotersi rumorosamente, di solito era il gas che arrivava. Altre volte venivano tenute delle anatre od oche, che erano le prime a crollare a terra all'arrivo del gas letale; il metodo veniva usato sin dalle battaglie dell'Isonzo, anche se a Caporetto 3000 soldati italiani morirono in pochi attimi in una grotta, perché non fecero in tempo ad indossare le maschere.
A fine ottobre del 1918, nella Battaglia di Vittorio Veneto, le truppe della 10ª Armata del Regio Esercito (affidata a Lord Cavan e costituita dal XIV Corpo d'armata britannico e dall'XI Corpo d'armata italiano) superarono d'impeto le Grave e, nonostante il Piave in piena avesse travolto diverse passerelle usate per il passaggio, avanzarono di là dal fiume travolgendo le truppe austriache. Iniziava così lo sfondamento del fronte austriaco, che in pochi giorni portò al collasso dell'Austria e alla fine dell'Impero Austriaco.
A Tezze di Piave, vicino alla chiesa del paese, si trova il cimitero di guerra inglese, che raccoglie i resti di molti giovani soldati che negli ultimi giorni dell'ottobre del 1918 combatterono e morirono a fianco delle truppe italiane.
A Salettuol, vicino all'argine del Piave (appena dopo il ponte sul fiume) si trova il monumento ai soldati inglesi, costruito a ricordo degli inglesi che combatterono con gli italiani, in quella zona. Alcuni anni fa nella zona delle Grave furono ritrovati i resti di un giovane soldato cecoslovacco, sepolto poi nel tempio di Ponte della Priula. Dal materiale ritrovato (scritti ed altro) non fu possibile risalire all'identità del giovane e sfortunato combattente.